# Acanthascus rugocruciatus
Acanthascus rugocruciatus är en svampdjursart som beskrevs av Okada 1932. Acanthascus rugocruciatus ingår i släktet Acanthascus och familjen Rossellidae. Inga underarter finns listade i Catalogue of Life.